# Институт языкознания НАН Беларуси
Институт языкознания имени Якуба Коласа (бел. Інстытут мовазнаўства імя Якуба Коласа) — научно-исследовательское учреждение Национальной академии наук Беларуси, основанное в ноябре 1929 года.
Институт является филиалом Центра исследований белорусской культуры, языка и литературы, входящего в состав Отделения гуманитарных наук и искусств Академии наук.

## История

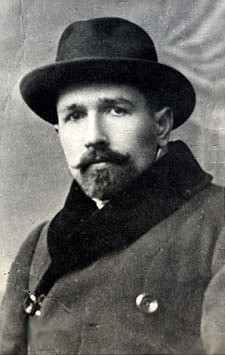
Степан Некрашевич — первый руководитель Института.

2 ноября 1929 года Президиум Белорусской академии наук (БАН) утвердил Протокол № 36 «Об организации Института языкознания». Руководителем Института был назначен академик Степан Некрашевич, заместителем — академик Язеп Лёсик, учёным секретарём — доктор филологических наук Пётр Бузук. В состав Института вошли: 1) терминологическая комиссия; 2) комиссия по составлению словаря живого белорусского языка; 3) диалектологическая комиссия; 4) комиссия по составлению исторического словаря белорусского языка; 5) орфографическая комиссия. В 1931 году появилась аспирантура. 29 марта 1931 года Президиум БАН утвердил решение, в соответствии с которым исключил орфографическую комиссию из состава Института. Это означало отказ от академического проекта реформы белорусского правописания. В июле 1935 года Центральный комитет КПБ утвердил постановление об объединении 3-х институтов — Института языкознания, Института литературы и Института искусства — в единый Институт литературы, искусства и языка. В предвоенные годы в Институте вышли «Беларуская граматыка. Марфалогія» («Белорусская грамматика. Морфология») (1936), «Руска-беларускі слоўнік» («Русско-белорусский словарь») под редакцией Андрея Александровича (1937), «Сінтаксіс беларускай мовы» («Синтаксис белорусского языка») (1939) и «Курс сучаснай беларускай мовы» («Курс современного белорусского языка») (1940). В конце 1930-х годов литературоведы Василий Борисенко, Михаил Ларченко, Юлиан Пширков, Наум Перкин, Степан Майхрович и Василий Ивашин начали публиковать статьи об истории белорусской литературы XIX — начала XX веков, о жизни и творчестве Винцента Дунина-Марцинкевича, Франтишка Богушевича, Янки Лучины, Янки Купалы, Якуба Коласа и Максима Богдановича. В 1940 году Институт насчитывал 20 сотрудников, в том числе 1 академик, 2 члена-корреспондента, 1 профессор, 10 старших научных сотрудников и 2 научно-технических работника. Всего 9 сотрудников имели учёную степень кандидата наук. Институт состоял из 2 секций (литературы и языка) и работал над 5 научными темами, 3 из которых были языковедческими: 1) белорусско-русский словарь, 2) изучение белорусских народных говоров; 3) усовершенствование белорусского правописания.

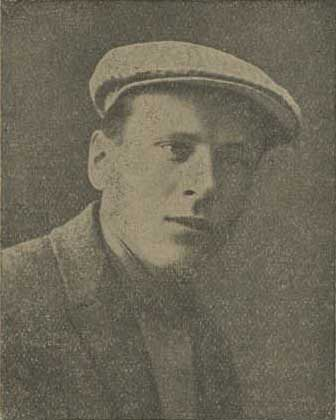
Михась Лыньков — первый послевоенный руководитель института.

В июле 1944 года, после освобождения Минска Красной Армией, Институт литературы, языка и искусства был воссоздан в составе 3-х секторов: белорусской литературы, белорусского языка и искусства. В 1945 году насчитывалось 26 сотрудников. Исследования проводились по 3-м направлениям: история белорусской литературы, белорусская лексикография и белорусское изобразительное искусство в период Великой Отечественной войны. В секторе языка работали Кондрат Крапива (руководитель), Михаил Судник, Мария Жидович, Юзефа Мацкевич, Галина Жилунович, Пётр Глебка, Я. А. Язвинская, Николай Лобан и Елена Бровка. В то время выпущены учебники и хрестоматии досоветской белорусской литературы. В начале 1950-х годов появились первые монографии Ю. Пширкова и С. Майховича. 29 мая 1952 года Государственная штатная комиссия при Совете Министров СССР утвердила решение о восстановлении Института языкознания в Академии наук БССР. Приказом № 238 по Академии наук БССР, датированным 14 июня 1952 года, штат Института был утверждён в количестве 30 сотрудников и руководителя в лице академика Кондрата Крапивы. В 1953 году вышел «Русско-белорусский словарь», подготовкой которого руководил Пётр Глебка и получивший положительную оценку от зарубежных славистов-лексикографов. В 1950-е годы в Институте языкознания имелось 5 секторов: истории белорусского языка, белорусской диалектологии, современного белорусского языка, лексикологии и лексикографии, научной терминологии. В конце десятилетия в Институте работало 40 научных сотрудников, из них 20 кандидатов наук. 15 августа 1956 года Совет Министров БССР утвердил Постановление № 469 о присвоении Институту языкознания имени Якуба Коласа. В 1962 году был создан сектор общего и славянского языкознания. В 1962 и 1966 годах вышла в свет двухтомная «Граматыка беларускай мовы» («Грамматика белорусского языка»), подготовленная под руководством Михаила Булахова. В 1950-е — 1960-е годы диалектологические исследования белорусского языка проводились под руководством членов-корреспондентов Академии наук СССР Рубена Аванесова и Академии наук БССР Ю. Мацкевич. В 1971 году 11 сотрудников Института — К. Крапива, Ю. Мацкевич, Анна Арашонкова, Николай Бирилло, Нина Войтович, Алексей Груца, Александр Кривицкий, Антинея Мурашко, Евгения Романович, Елена Чеберук и Ольга Шелег — получили Государственную премию СССР за издание работ по белорусской диалектологии и лингвогеографии.

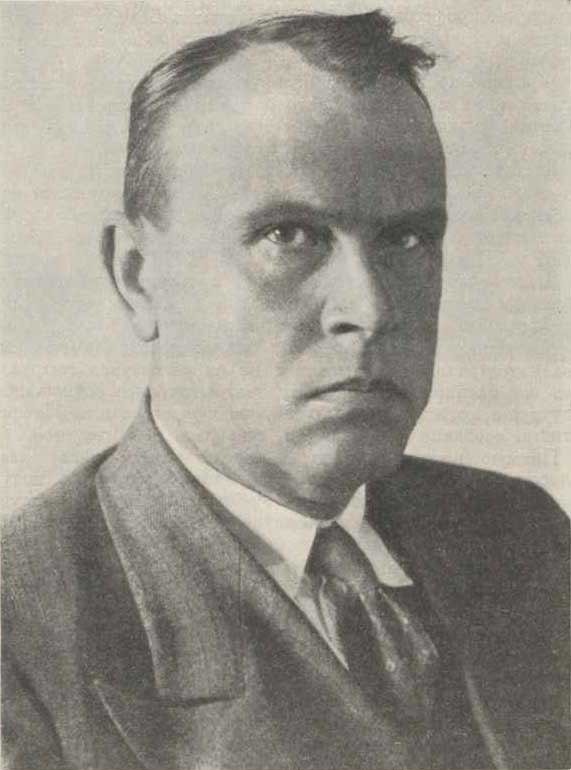
Кондрат Крапива — руководитель института, лауреат Государственной премии СССР.

В 1969 году в нём работало 48 научных сотрудников, в том числе 5 докторов наук и 24 кандидата наук. Тогда же была открыта лаборатория экспериментальной фонетики, где под руководством академика Александра Подлужного впервые изучалась звуковая система белорусского языка. В то время исследования были сосредоточены по 6 направлениям: современный белорусский литературный язык, история белорусского языка, белорусская диалектология, белорусская лексикология и лексикография, историческое и типологическое сравнение славянских языков, фонетика белорусского языка. В 1960-е годы началось создание фундаментальной картотеки для Толкового словаря белорусского языка в 5 томах и 6 книгах, который издан в 1977—1984 годах. Одновременно была заложена картотека для Исторического словаря белорусского языка. С 1972 года институт начал издавать ежегодник «Беларуская лінгвістыка» («Белорусская лингвистика»). В 1977 году был создан сектор русского языка, который возглавил Арнольд Михневич и начал изучать функционирование русского языка в Беларуси, проводить сравнительные исследования белорусского и русского языков, социолингвистические исследования. В 1981 году в Институте работало 83 сотрудника, в том числе 1 академик, 3 члена-корреспондента, 6 докторов наук, 35 кандидатов наук и 4 заслуженных деятеля науки. С 1986 года в Институте существует докторантура.
9 ноября 2007 года Президиум Национальной академии наук Беларуси утвердил Постановление об объединении Института языкознания имени Якуба Коласа с Институтом литературы имени Янки Купалы в Институт языка и литературы имени Якуба Коласа и Янки Купалы. 23 июля 2008 года Президент Республики Беларусь А. Лукашенко подписал Закон «О Правилах белорусской орфографии и пунктуации», которые разрабатывались Институтом и вступили в силу 1 сентября 2010 года. Институт участвовал в разработке Лингвистического атласа Европы и Общеславянского лингвистического атласа. В 2012 году Институт языка и литературы был объединён с Институтом искусствоведения, этнографии и фольклора имени Кондрата Крапивы в Центр исследований белорусской культуры, языка и литературы. 23 ноября 2015 года руководитель Центра Александр Лукашанец подписал приказ № 144 «О создании филиалов», согласно которому восстановлен Институт языкознания имени Якуба Коласа.

## Руководители

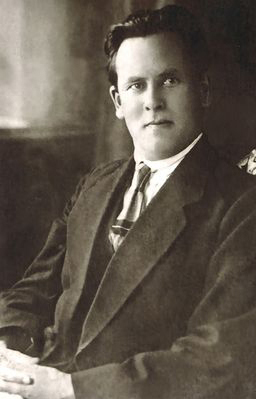
Пётр Бузук — третий руководитель Института.

- Степан Некрашевич (2 ноября 1929 — 21 июля 1930)
- Язеп Матюкевич (30 октября 1930 — 25 апреля 1931)
- Пётр Бузук (25 апреля 1931 — 3 июля 1933)
- Игнат Дворчанин (3 июля — 16 августа 1933)
- Виталий Вольский (июль 1935—1936)
- Андрей Александрович (1936—1937)
- Григорий Красневский (1937)
- Василий Борисенко (1937—1941)
- Михась Лыньков (июль 1944—1946)
- Василий Борисенко (1946 — 14 июня 1952)
- Кондрат Крапива (14 июня 1952—1956)
- Пётр Глебка (1957)
- Михаил Судник (1957—1983)
- Аркадий Журавский (1983—1989)
- Александр Подлужный (1989—2003)
- Александр Лукашанец (2003—2015)
- Игорь Копылов (с 2015 года)

## Структура
В 2018 году Институт включал 2 республиканские комиссии — топонимическую и терминологическую — и 6 научно-исследовательских отделов: 1) современного белорусского языка, 2) истории белорусского языка, 3) диалектологии и лингвогеографии, 4) лексикологии и лексикографии, 5) славистики и теория языка, 6) белорусско-русских языковых связей. Также Институт осуществлял набор в аспирантуру и докторантуру по 3 специальностям: белорусский язык, славянские языки и русский язык.